# 週刊!特ダ〜ネ家族!!
『週刊!特ダ〜ネ家族!!』（しゅうかん とくダ〜ネかぞく）は、2002年10月17日から同年12月12日まで日本テレビ系列局で放送されていた日本テレビ製作のバラエティ番組である。放送時間は毎週木曜 19:00 - 19:54 （日本標準時）。

## 概要
出演者たちがさまざまな面白エピソードを求め、日本各地の一般家庭を訪問する模様を放送していた。
番組は2か月未満で終了。キー局製作のレギュラーバラエティ番組としては、同時期にフジテレビで放送されていた『自信回復TV 胸はって行こう!』に次ぐ歴代2位の短い記録となった。

## 出演者
- 笑福亭鶴瓶
- 中島知子（当時オセロ）
- 山川恵里佳
- ビビる大木
- ウエンツ瑛士
- 石塚英彦（ホンジャマカ）

## スタッフ
- 構成：大岩賞介、海老克哉、町山広美、そーたに
- 総合監修：加藤幸二郎
- ナレーター：大塚芳忠、森富美（日本テレビアナウンサー）
- TM：原泰造
- SW：望月達史
- カメラ：水梨潤
- 照明：細川登喜二
- 調整：小熊透、杉本裕治
- 音声：長南聡子
- 美術：小野寺一幸
- デザイン：道勧英樹、本田恵子
- 大道具：小出幸男
- 小道具：林孝一
- オブジェ：黒住真人
- 美術協力：日本テレビアート、ワヤンカルサ
- 編集：中野栄滋（テレテックメディアパーク）
- MA：石塚亮（テレテックメディアパーク）
- 音効：保苅智子、梅津承子（サウンドエッグノッグ）
- TK：山沢啓子
- 広報：神山喜久子
- ロケ技術：NTV映像センター
- 協力：三洋電機
- リサーチ：フォーミュレーション、スコープ
- タイトルロゴ：ACQUIRE
- AP：松本京子、川嶋典子
- デスク：小川典子
- 制作協力：ザ・ワークス、モスキート、Call、acro、ZION、E company
- ディレクター：南波昌人、硲口静佳、島田総一郎、中野テツジロ、小俣猛、藤田幸伸、寺野慎一郎、丸目博則、藤原耕治、吉濱明秀、山下朋洋、松田由紀子、上原千絵、小林一丈、赤木正風
- 演出：小島悟、田口マサキ、富山歩、佐々木俊勝、/舟澤謙二、鈴木豊人
- 総合演出：網島弘子
- プロデューサー：篠宮浩司/齋藤匠、中村昌哉
- チーフプロデューサー：吉川圭三
- 製作著作：日本テレビ